# إيرل بلاك (مصارع رياضي)
إيرل بلاك (بالإنجليزية: Earl Black)‏ هو مصارع رياضي أسترالي، ولد في 29 يوليو 1943 في سيدني في أستراليا.